# Yongsan-gu

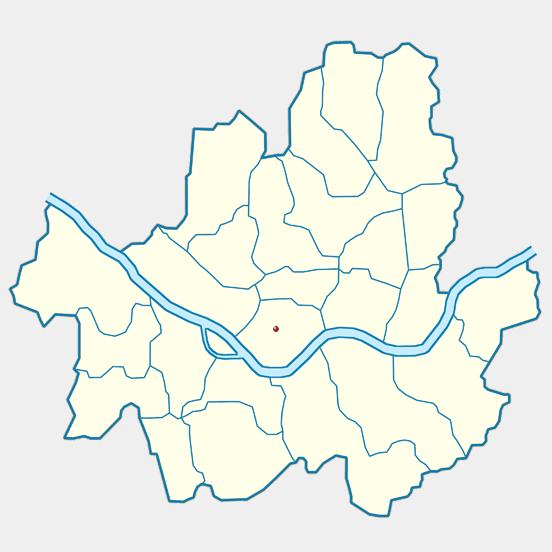
Situation dans Séoul

Yongsan-gu (hangeul : 용산구 ; hanja : 龍山區) est un district (gu) de Séoul situé au nord du fleuve Han.  Sa population est d'environ 250 000 habitants et il compte vingt quartiers (dong).
C'est le site de la base américaine controversée de la garnison Yongsan (en). À l’occasion du départ de celle-ci, le quartier aurait dû entièrement être remodelé selon un projet d'urbanisme pharaonique. Un nouveau complexe architectural du nom de Dream Hub devait y être érigé aux environs de 2016, avec un gratte-ciel emblématique, la Dream Tower (en), s'élevant à 665 m de hauteur. Le projet est finalement abandonné en 2013.
On y trouve les gares de Séoul et de Yongsan, toutes deux desservies par le KTX (TGV coréen).

## Quartiers
Yongsan-gu est divisé en vingt quartiers (dong) :
- Bo-gwang-dong (보광동)
- Cheongpa-1-dong (청파1동)
- Cheongpa-2-dong (청파2동)
- Hangangro-1-dong (한강로1동)
- Hangangro-2-dong (한강로2동)
- Hangangro-3-dong (한강로3동)
- Hannam-1-dong (한남1동)
- Hannam-2-dong (한남2동)
- Huam-dong (후암동)
- Hyochang-dong (효창동)
- Ichon-1-dong (이촌1동)
- Ichon-2-dong (이촌2동)
- Itaewon-1-dong (이태원1동)
- Itaewon-2-dong (이태원2동)
- Namyeong-dong (남영동)
- Seobinggo-dong (서빙고동)
- Won-hyoro-1-dong (원효로1동)
- Won-hyoro-2-dong (원효로2동)
- Yongmun-dong (용문동)
- Yongsan-2-ga-dong (용산2가동)

## Curiosités
- Quartier africain, nigérian (나이지리아 거리) et des musulmans dans le quartier d'Itaewon (이태원동)
- Quartier japonais (일본인 마을) à l'est du quartier d'Ichon (동부이촌동)

## Personnalités liées
- Seo Ji-won (1976-1996), chanteur